# 那個我最親愛的陌生人
《那個我最親愛的陌生人》是一部2019年臺灣劇情長片，該片為張作驥導演的第9部電影作品，由呂雪鳳、張曉雄、劉承恩、李夢、李英銓領銜主演，李烈、李鴻其、邱志宇客串演出。該片入選2019年金馬國際影展開幕片，並陸續獲選包括鹿特丹、赫爾辛基、新加坡、愛丁堡等十多個國際影展。以及勇奪義大利亞洲電影節最佳影片獎。。

## 演員
- 呂雪鳳飾演 王鳳
- 張曉雄飾演 張軍雄
- 李夢飾演 小夢
- 蘇俊忠飾演 阿文
- 李英銓飾演 阿全
- 劉承恩飾演 成恩
- 邱志宇飾演 成恩助理
- 李鴻其飾演 槍手
- 李烈飾演 火雞嫂
- 李幼鸚鵡鵪鶉飾演 火雞哥

## 獎項及提名
| 類別             | 頒獎日期       | 獎項         | 名字                     | 結果 | 參考  |
| ---------------- | -------------- | ------------ | ------------------------ | ---- | ----- |
| 金馬獎           | 2019年11月23日 | 最佳導演     | 張作驥                   | 提名 | [ 1 ] |
| 金馬獎           | 2019年11月23日 | 最佳女主角   | 呂雪鳳                   | 提名 | [ 1 ] |
| 金馬獎           | 2019年11月23日 | 最佳男配角   | 李英銓                   | 提名 | [ 1 ] |
| 金馬獎           | 2019年11月23日 | 最佳視覺效果 | 簡單主張影音製作有限公司 | 提名 | [ 1 ] |
| 臺北電影獎       | 2020年7月11日  | 最佳女主角   | 呂雪鳳                   | 提名 | [ 2 ] |
| 臺北電影獎       | 2020年7月11日  | 最佳男配角   | 李英銓                   | 獲獎 | [ 2 ] |
| 臺北電影獎       | 2020年7月11日  | 最佳女配角   | 吳美和                   | 提名 | [ 2 ] |
| 義大利亞洲電影節 | 2021年6月23日  | 最佳影片獎   | 那個我最親愛的陌生人     | 獲獎 |       |

## 外部連結
- 豆瓣电影上《那個我最親愛的陌生人》的資料 （简体中文）
- 開眼電影網上《那個我最親愛的陌生人》的資料（繁體中文）
- Yahoo奇摩電影上《那個我最親愛的陌生人》的資料（繁體中文）
- 互联网电影数据库（IMDb）上《那個我最親愛的陌生人》的资料（英文）